# Dornier Merkur
Il Dornier Merkur, designato anche Dornier Do B, era un monomotore monoplano da trasporto passeggeri prodotto dall'azienda tedesca Dornier Flugzeugwerke negli anni venti.
Sviluppato dal precedente Dornier Komet contribuì a sviluppare il trasporto aereo di persone e merci nel decennio successivo al termine della prima guerra mondiale.

## Impiego operativo
Gli esemplari vennero utilizzati da diverse compagnie aeree nazionali ed estere. Tra queste la svizzera Ad Astra Aero che operò con due esemplari fino al 1925 anno in cui si fuese con la Balair dando origine alla Swissair, per molti anni la compagnia di bandiera svizzera.

### Primati
Nel dicembre 1925, ai comandi di Walter Mittelholzer, l'esemplare della compagnia aerea svizzera Ad Astra Aero immatricolato CH-171 effettua con successo un collegamento tra Zurigo e Città del Capo battendo il precedente primato di tempo sulla distanza di 20 000 km che separano i due aeroporti.

## Versioni
Merkur I
versione designata anche come Do B-Bal, equipaggiata con un motore BMW VI da 600 PS (441 kW).
Merkur II
versione designata anche come Do B-Bal 2, equipaggiata con un motore BMW VI U.
Do B-Jal
rimotorizzazione di un Do B-Bal equipaggiato con un motore Junkers L 55.
Do B-Is
designazione del CH-171 Ad Astra Aero da primato.

## Utilizzatori

### Civili
Brasile
- Syndicato Condor S/A

 Colombia
- SCADTA

 Germania
- Deutsche Aero-Lloyd
- Deutsche Luft Hansa (DLH)

[[File:
Flag of the Soviet Union (1936 – 1955).svg|class=noviewer|

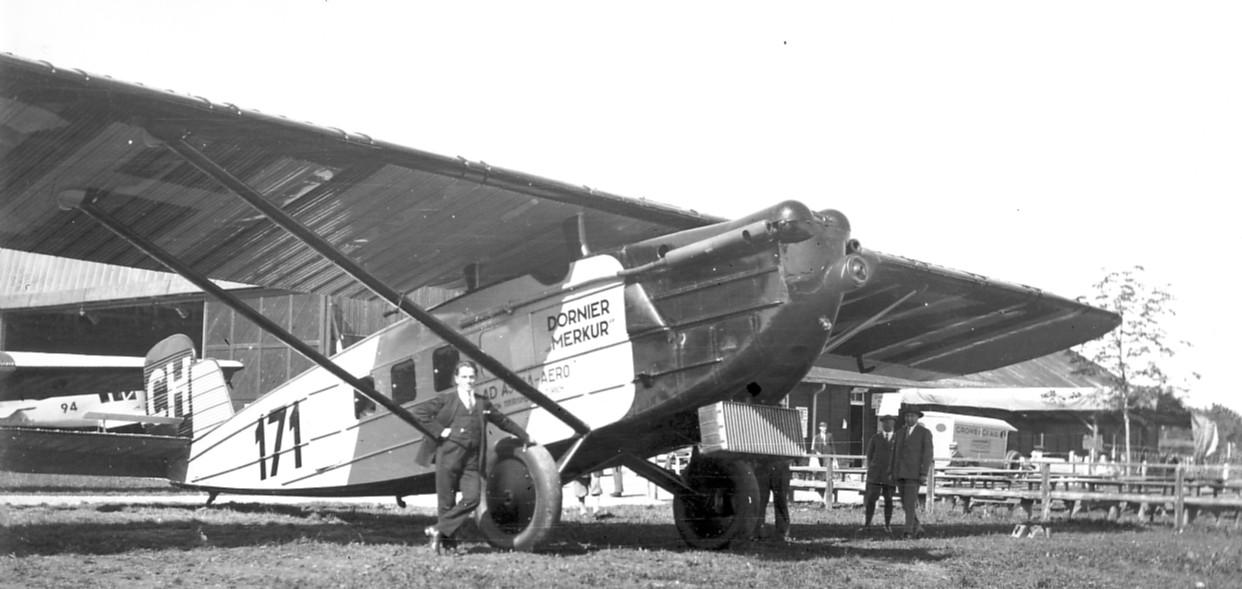
Il Merkur CH171 della compagnia aerea svizzera Ad Astra Aero.

Unione Sovietica (bandiera)|border|20x16px]] Germania-Unione Sovietica
- Deruluft

 Svizzera
- Ad Astra Aero

 Ucraina
- Ukrwosduchputj

 Unione Sovietica
- Dobrolet (Добролёт)

### Governativi
Germania
- Reichsluftfahrtministerium (RLM)

## Esemplari attualmente esistenti

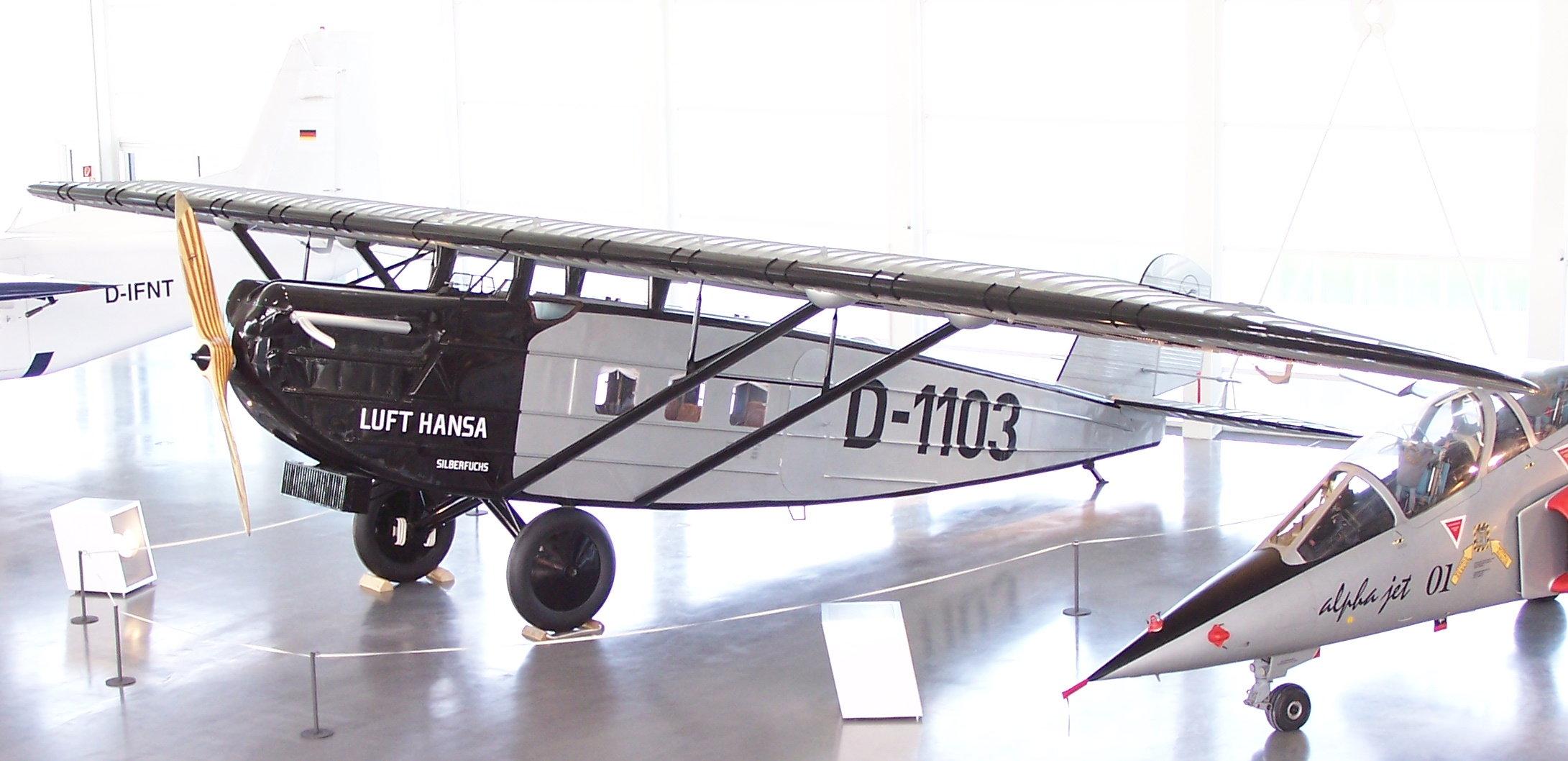
Il Merkur esposto al Dornier Museum.

Non è arrivato alcun Merkur originale ai nostri giorni, tuttavia grazie ad un'iniziativa ungherese è stato completata una replica verniciata con la livrea originale Deutsche Luft Hansa (DLH) del Wk Nr.88 D-1103 battezzato "Silberfuchs" che operò nei voli di linea nazionali dal settembre 1927.
L'esemplare fa parte della collezione Dornier Museum ed è attualmente esposto al pubblico nella struttura museale a Friedrichshafen.

## Velivoli comparabili
Germania
- Messerschmitt M 18

 Paesi Bassi
- Fokker F.VII

 Svizzera
- Comte AC-4 Gentleman